# Корсиканская иммиграция в Венесуэлу
Корсиканская иммиграция в Венесуэлу началась в первой трети XIX века. Корсиканцы переезжали главным образом с территории полуострова Кап-Корс и Кастаньичча. Они селились в основном в прибрежных городах Рио-Карибе и Карупано. Корсиканцы играли большую роль в развитии какао-индустрии в Венесуэле. Около 1950-х годов корсиканские семьи начали селиться в Каракасе и принимали активное участие в политике, коммерции, медицине и искусстве.

## История
Первые корсиканцы, поселившиеся в Венесуэле, были моряками и миссионерами, которые переехали с острова, когда тот был частью Генуэзской республики, в шестнадцатом и семнадцатом веках.
Во время правления Наполеона III на Корсике уменьшилось сельскохозяйственное производство (особенно вина, оливок и каштанов) из-за торговой политики Франции. Это сочеталось с высоким приростом населения после прекращения распространения малярии в прибрежных районах. Эти факторы привели к эмиграции многих семей из Корсики в Южную Америку.